# Чирељио (Пистоја)
Чирељио је насеље у Италији у округу Пистоја, региону Тоскана.
Према процени из 2011. у насељу је живело 768 становника. Насеље се налази на надморској висини од 607 м.